# エブスフリート国際駅
エブスフリート国際駅（Ebbsfleet International railway station）は、イギリスのケント、グレイヴシャムにあるCTRLの鉄道駅である。駅はダートフォードのスワンズコムとグレイヴシャムのノースフリートの間にある。ブルーウォーターショッピングセンターの西、グレイヴズエンドの東側に位置している。ノース・ケント線のノースフリート駅からは東側に400m程離れた場所に設置されているが両駅の間には直接的な連絡施設は整備されていない。当駅はCTRLの二期区間が開業する直前の2007年9月19日に公式に開業した。CTRL用にプラットホームが整備されており、ユーロスターの発着用に使用されているが停車する列車は限られている。国内列車用に使用される、ノース・ケント線方面への分岐線が大陸方面へ向かうCTRLの本線を跨ぎ、大きな分岐点を形成している。分岐線用の島式ホームがある。ダートフォード国際駅と言う駅名の候補も上がったが、様々な反対や位置的な問題で現駅名に落ち着いた。

## 利用
エブスフリート国際駅にはピーク時には4本の列車が停車しパリやブリュッセルなどと結ばれている。2009年には395形電車を使用した地域高速列車のサービスが開始されセント・パンクラス駅と15分で結ばれる予定になっている。大規模な駐車スペースが整備され、通勤者に対応させる。

## 隣の駅
ナショナル・レール
■ユーロスター
ハイ・スピード1
セント・パンクラス駅 - エブスフリート国際駅 - アシュフォード国際駅
■サウスイースタン
ロンドン-ブロードステアーズ(ハイ・スピード1)
ストラトフォード国際駅 - エブスフリート国際駅 - グレイヴズエンド駅
ロンドン-マーゲイト/ドーヴァー(ハイ・スピード1)
ストラトフォード国際駅 - エブスフリート国際駅 - アシュフォード国際駅

## ギャラリー

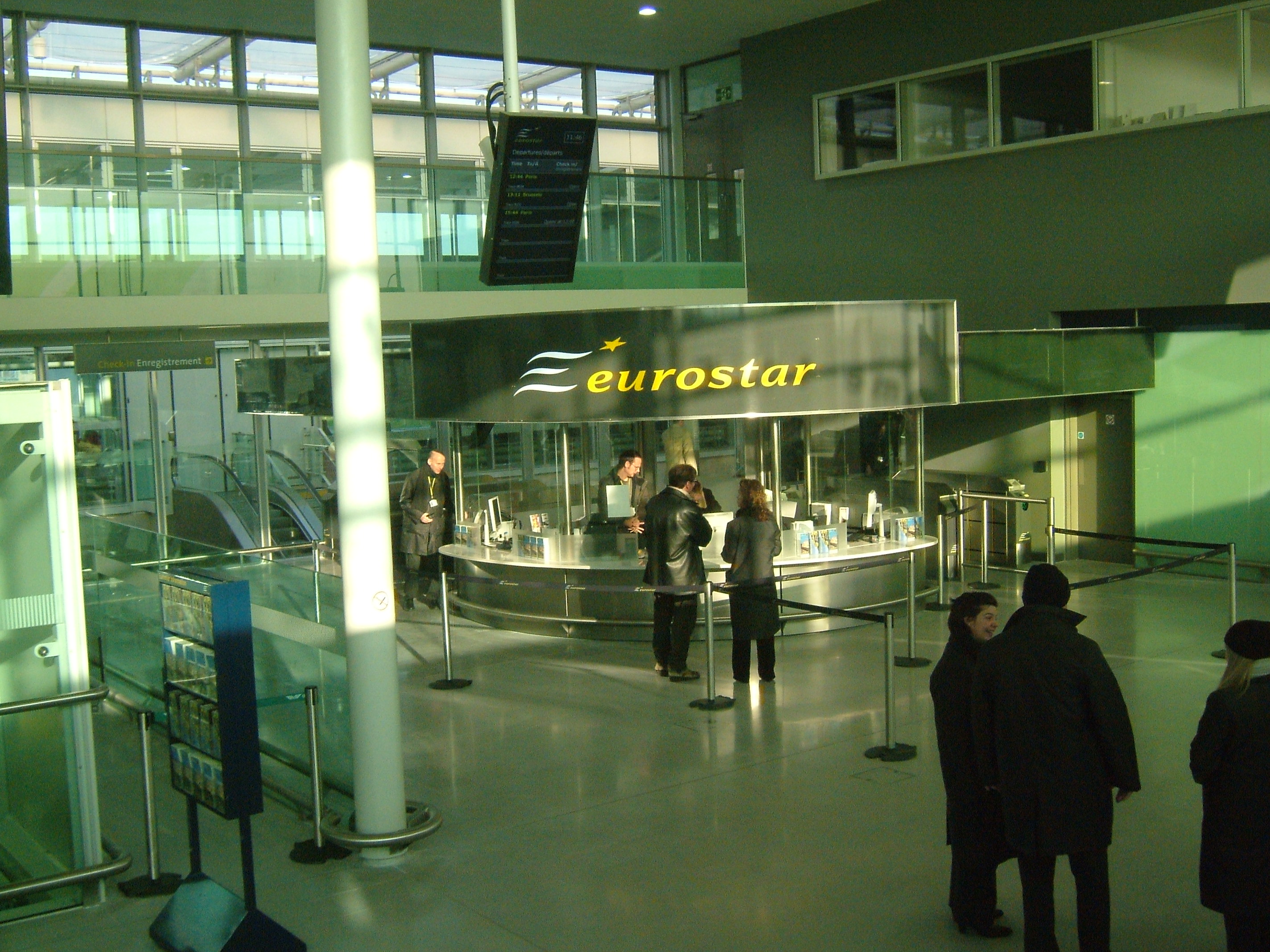
窓口
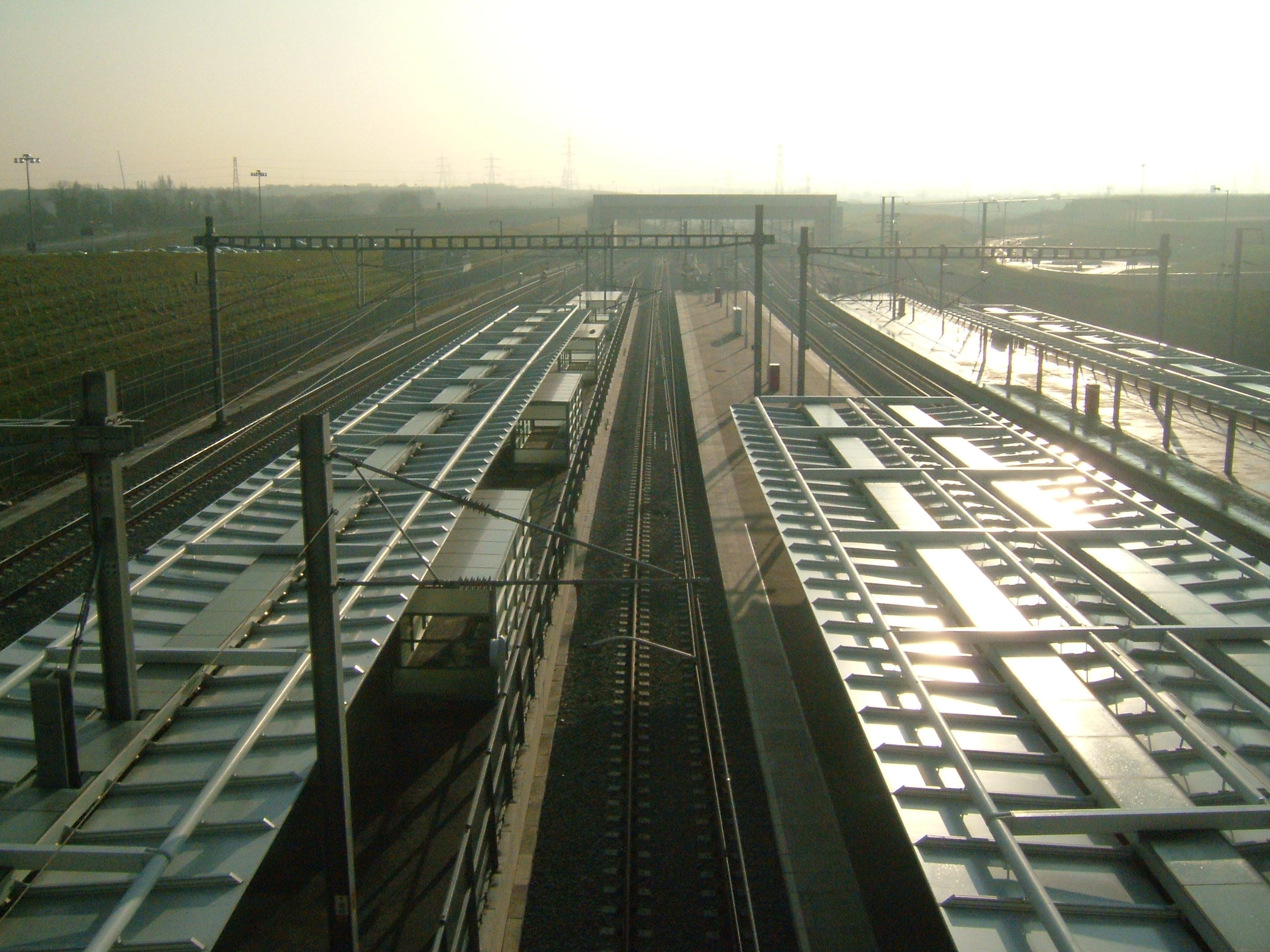
駅構内
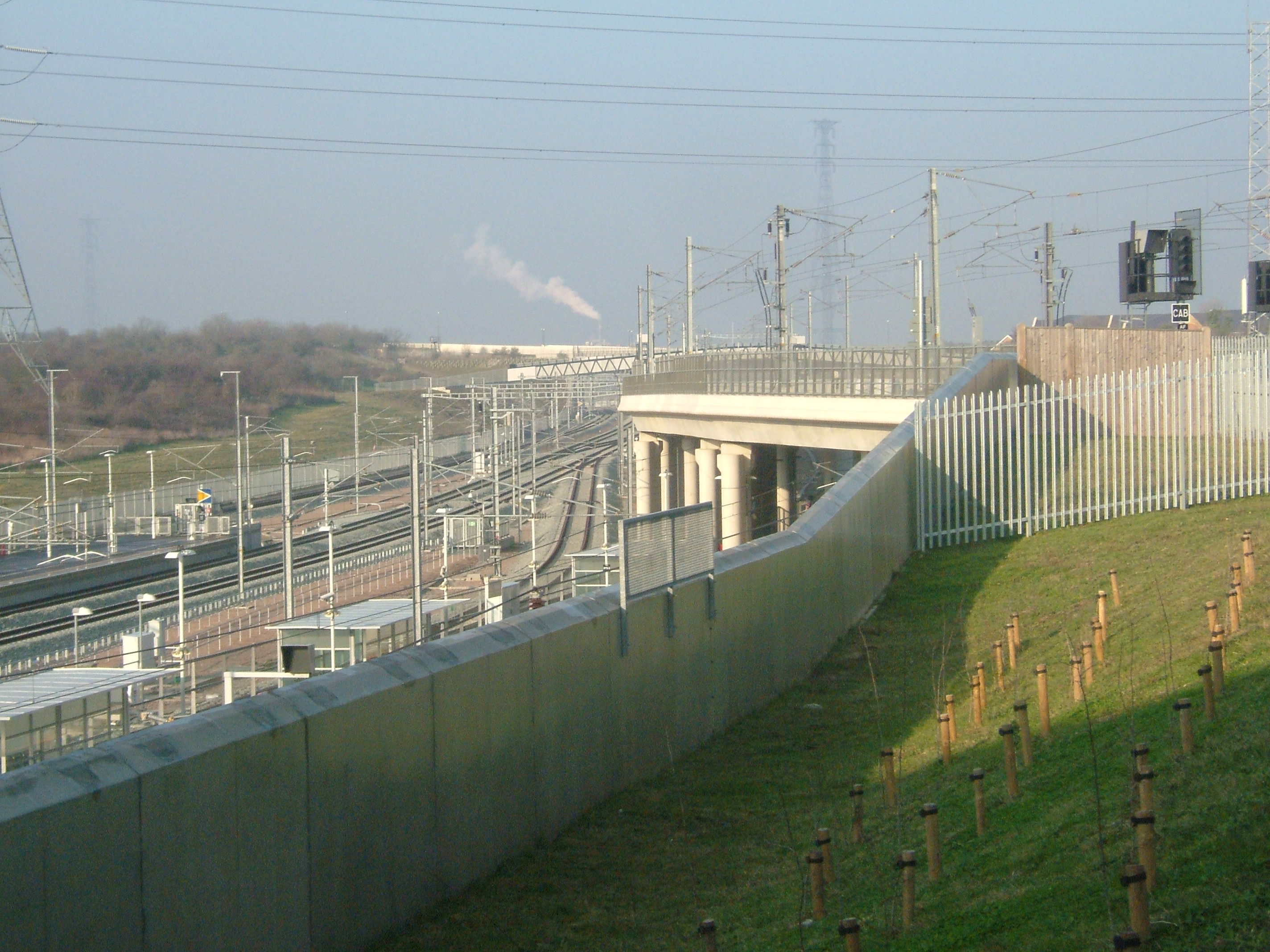
西側方向
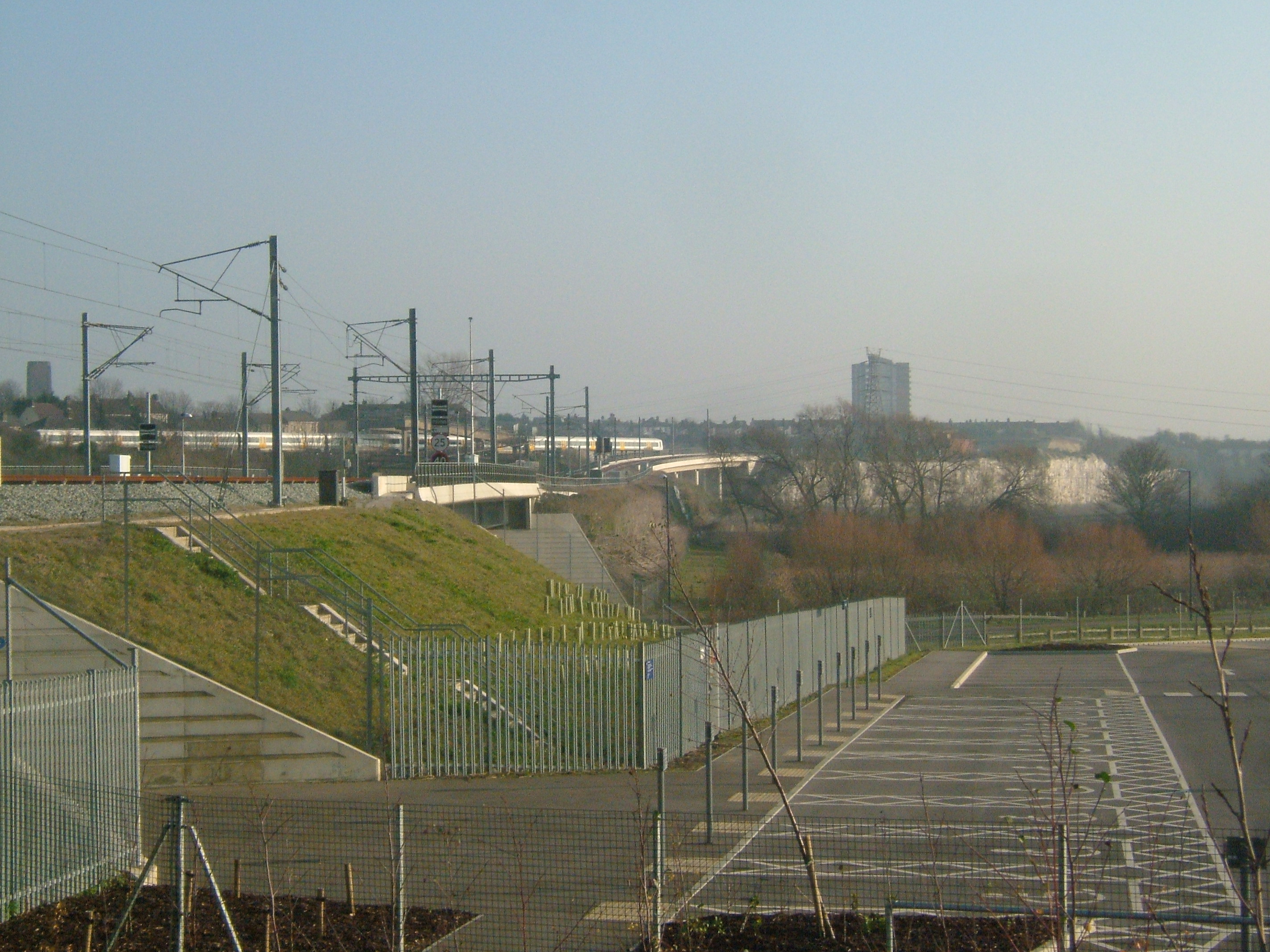
ノースケントラインとの分岐点へのアプローチ線